# プラハ・トロリーバス
プラハ・トロリーバス（チェコ語: Trolejbusová doprava v Praze）は、チェコの首都・プラハ市内に存在するトロリーバス路線。2024年時点の路線網は2018年から本格的な営業運転を開始したものであり、地下鉄（プラハ地下鉄）や路面電車（プラハ市電）、路線バスなどの公共交通機関と共にプラハ公共交通会社（Dopravní podnik hlaního města Prahy、DPP）によって運営されている。

## 歴史

### 初代
チェコ（旧：チェコスロバキア）のプラハ市内にトロリーバスを建設する計画は1927年から始まり、複数のルートの提案の中からストジェショヴィツェ車庫（Střešovické vozovny）と聖マタイ教会（svatému Matěji）へ向かう路線の建設が決定した。1936年6月5日から乗客を乗せた試運転が始まり、同年8月28日から本格的な営業運転が始まった。これはチェコスロバキア成立後初のトロリーバス路線となった。
その後、1939年に第二の路線が開通し、第二次世界大戦を経た戦後は急速に路線網を拡大し、最大規模となった1963年には10系統・営業キロ62 kmという大規模な路線網が構築され、在籍する車両は123台、年間利用客数は4,800万人以上を記録した。だが、モータリーゼーションの流れに加えてソビエト連邦（ソ連）から安価で石油が輸入可能であった事も受け、チェコスロバキア政府は同国における電気交通（路面電車、トロリーバス）を廃止する方針を決定した。それに伴い、プラハ市内のトロリーバス路線は1960年代後半以降順次路線バスへと置き換えられていき、1972年10月15日をもって全区間が廃止された。

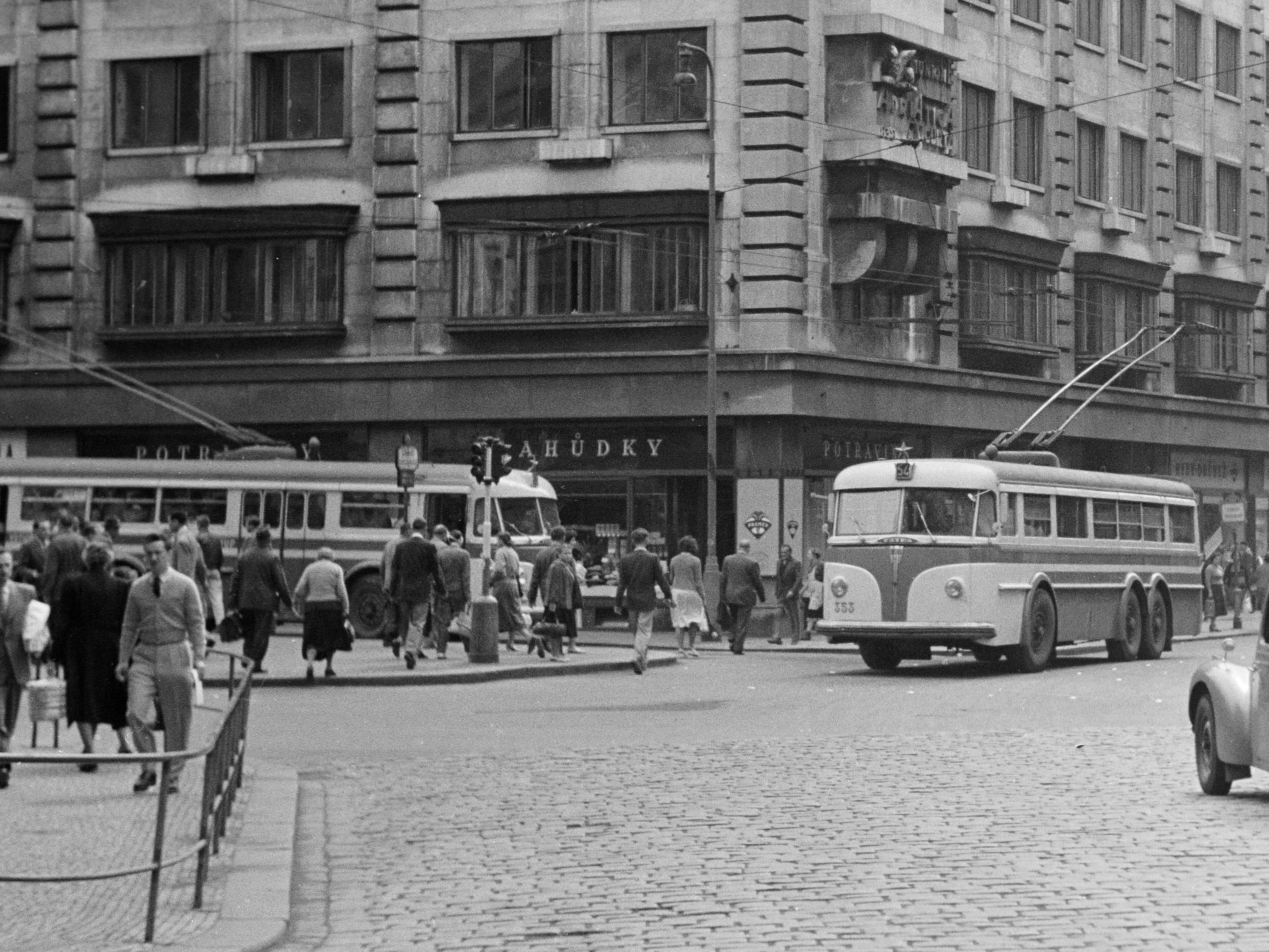
1950年代のトロリーバス（1955年撮影）
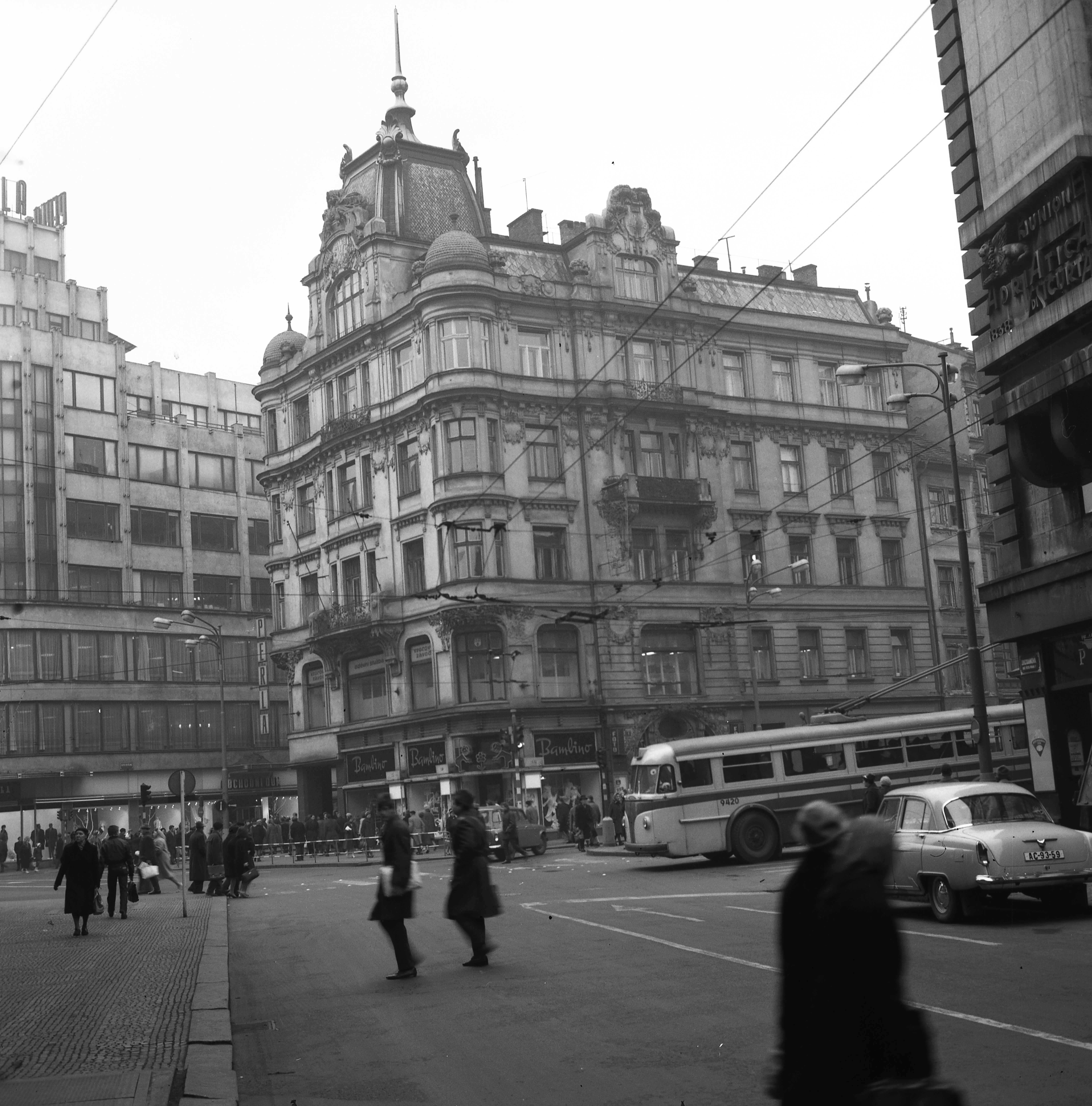
1960年代のトロリーバス（1965年撮影）
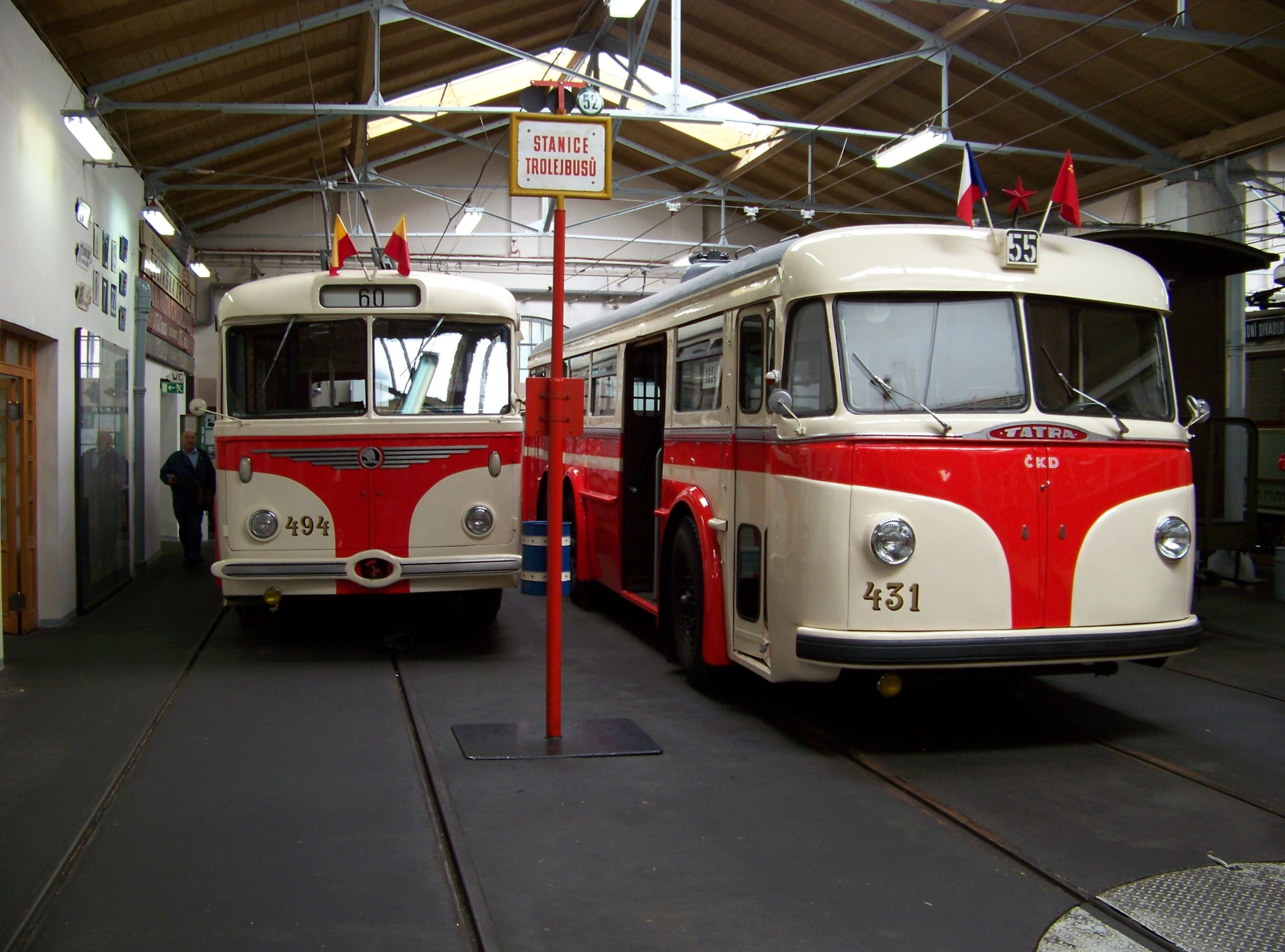
廃止後も一部車両は博物館で保存されている（2013年撮影）

### 2代目
1970年代、オイルショックの影響を受けてチェコスロバキア政府は従来からの方針を転換し、石油消費量を抑制できる電気交通の導入を推進する事を決定した。その中でプラハ市内にも再度トロリーバスを導入する計画が1970年代後半以降から何度も提案されたが、どれも実現する事はなかった。
その後、プラハ市内で公共交通機関を運営するプラハ公共交通会社は、充電池に蓄えた電気で走行する電気バスの試験走行を実施していたが、2014年の実証実験においてプラハの各所に存在する急坂の走行時に充電池の消耗が激しくなる課題が判明した。そこで、急勾配区間に新たに架線を建設し、その箇所は架線からの集電で走行しそれ以外は充電池に蓄えた電気を用いる方式を導入する事を決定した。これに伴い、かつてトロリーバスが運行していた区間を走行する58号線が新設される事となり、2017年10月15日に試運転が、翌2018年7月1日から本格的な営業運転が開始された。
その後、プラハ公共交通会社は環境への負荷が少ないトロリーバスを本格的に拡充し、従来のディーゼルバスを置き換える計画を進める事が発表された。その一環として2024年2月1日、まず従来の路線バス・140号線を転換する形で58号線の延伸開通が行われ、連節トロリーバスの営業運転が開始された。続けて、同年3月6日には、ヴァーツラフ・ハヴェル・プラハ国際空港へ接続する路線バス・119号線を置き換える形で新たに59号線が設定され、同区間には2連節トロリーバスが導入されている。今後も後述の通り、プラハ市内には路線バスを置き換える形でトロリーバス網の拡張が続けられる予定となっている。

## 路線
2024年3月現在、プラハ・トロリーバスは以下の2系統で運行している。そのうち59号線については一部区間に架線が存在せず（架線レス区間）、その箇所については充電池を用いた走行が実施される。
| 系統番号 | 起点               | 終点                  | 備考 |
| -------- | ------------------ | --------------------- | ---- |
| 58       | Palmovka           | Čakovice              |      |
| 59       | Nádraží Veleslavín | Letiště Václava Havla |      |

## 車両

### 現有車両
2024年3月時点で、プラハ・トロリーバスに在籍している車両は以下の通りである。
- シュコダ24Tr イリスバス - 2020年にプルゼニ・トロリーバス（プルゼニ）から購入した車種。58号線での営業運転の他、試運転や乗務員の訓練にも使われている[3][5]。
- シュコダ36Tr - チェコのテム・サ製の車体とシュコダ・エレクトリック（チェコ語版）製の電気機器を用いた車両。2023年以降試作車1両がプラハ・トロリーバスで使用されている[14]。
- SOR TNS 18 - SORリブハヴィが開発した連節バス。延伸後の58号線で用いられ、合計15台が導入されている[6][15][16]。
- シュコダ-ソラリス 24m - ポーランドのソラリス製の車体にシュコダ・エレクトリック製の電気機器を搭載した車種。合計20両が59号線で使用されており、一部の架線レス区間では充電池を用いて走行する[7][17][18]。

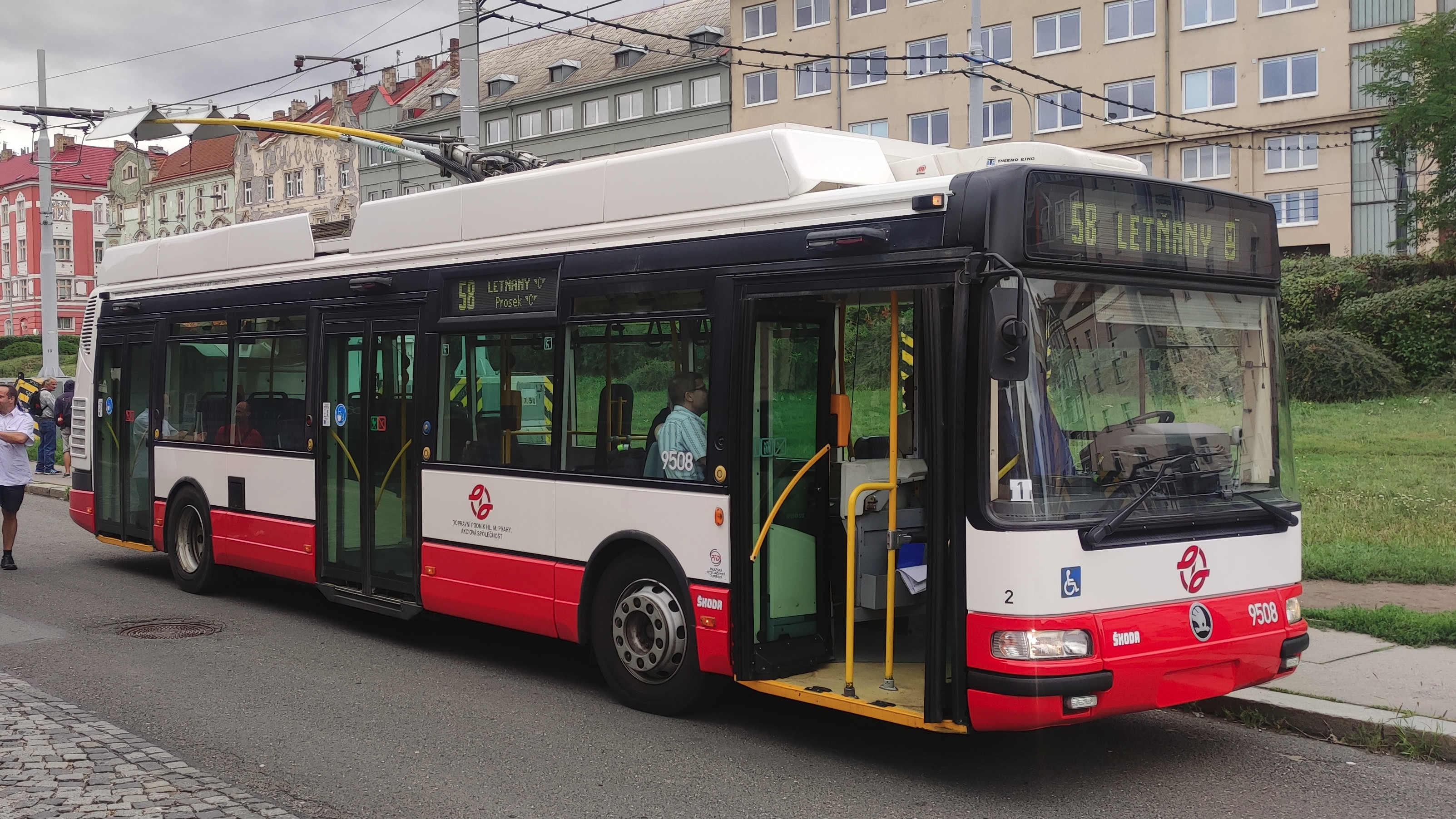
シュコダ24Tr イリスバス（2020年撮影）
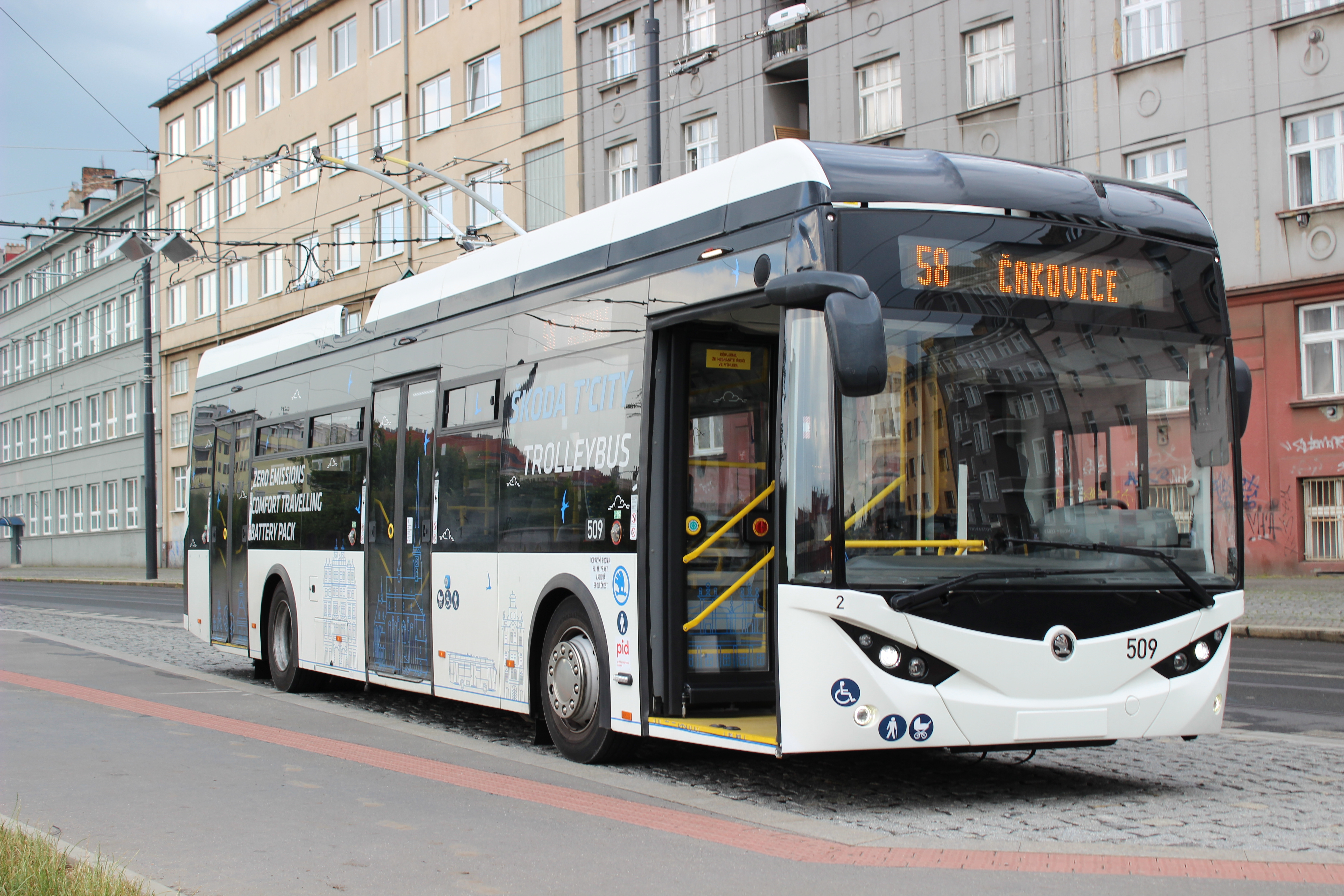
シュコダ36Tr（2023年撮影）
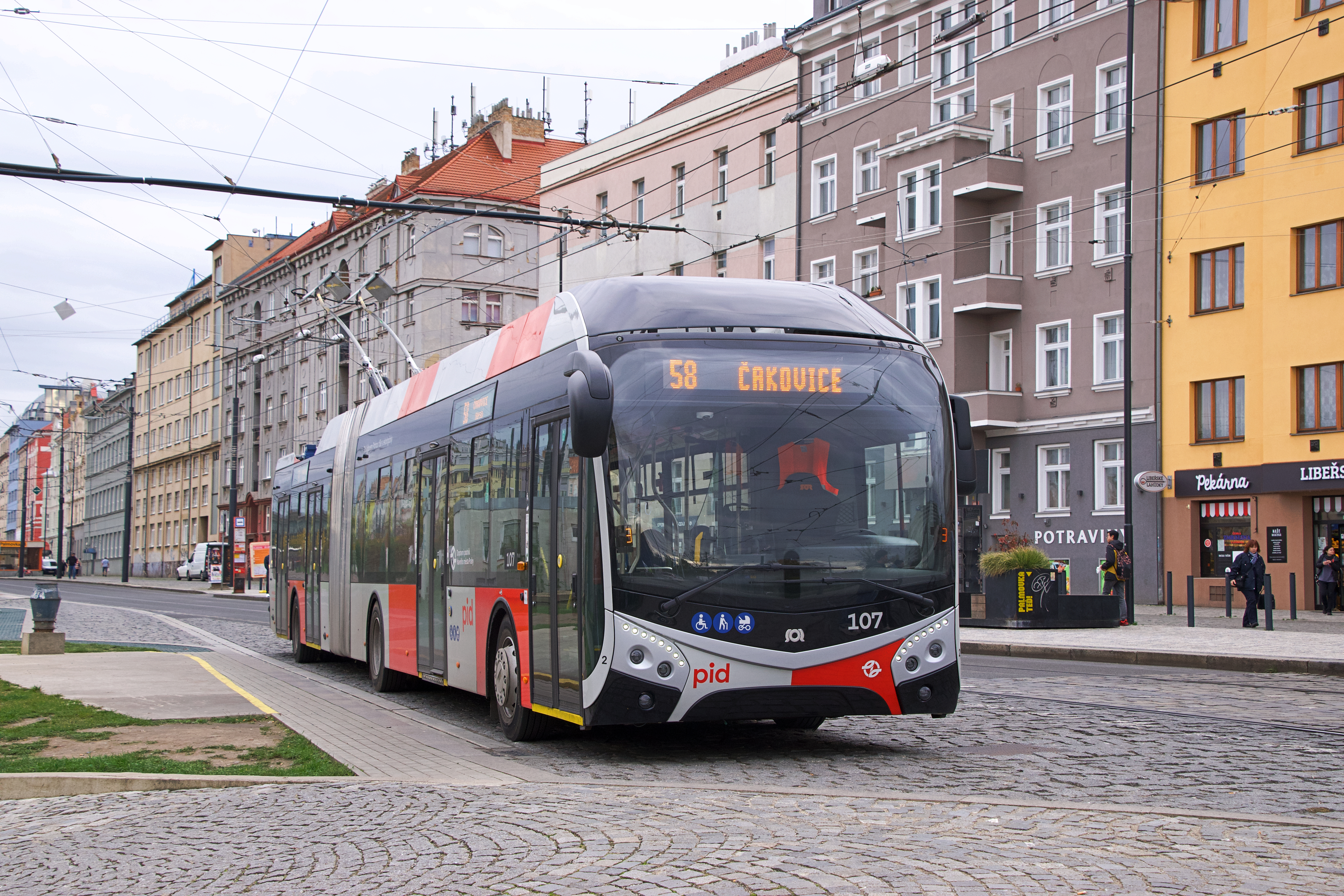
SOR TNS 18（2023年撮影）
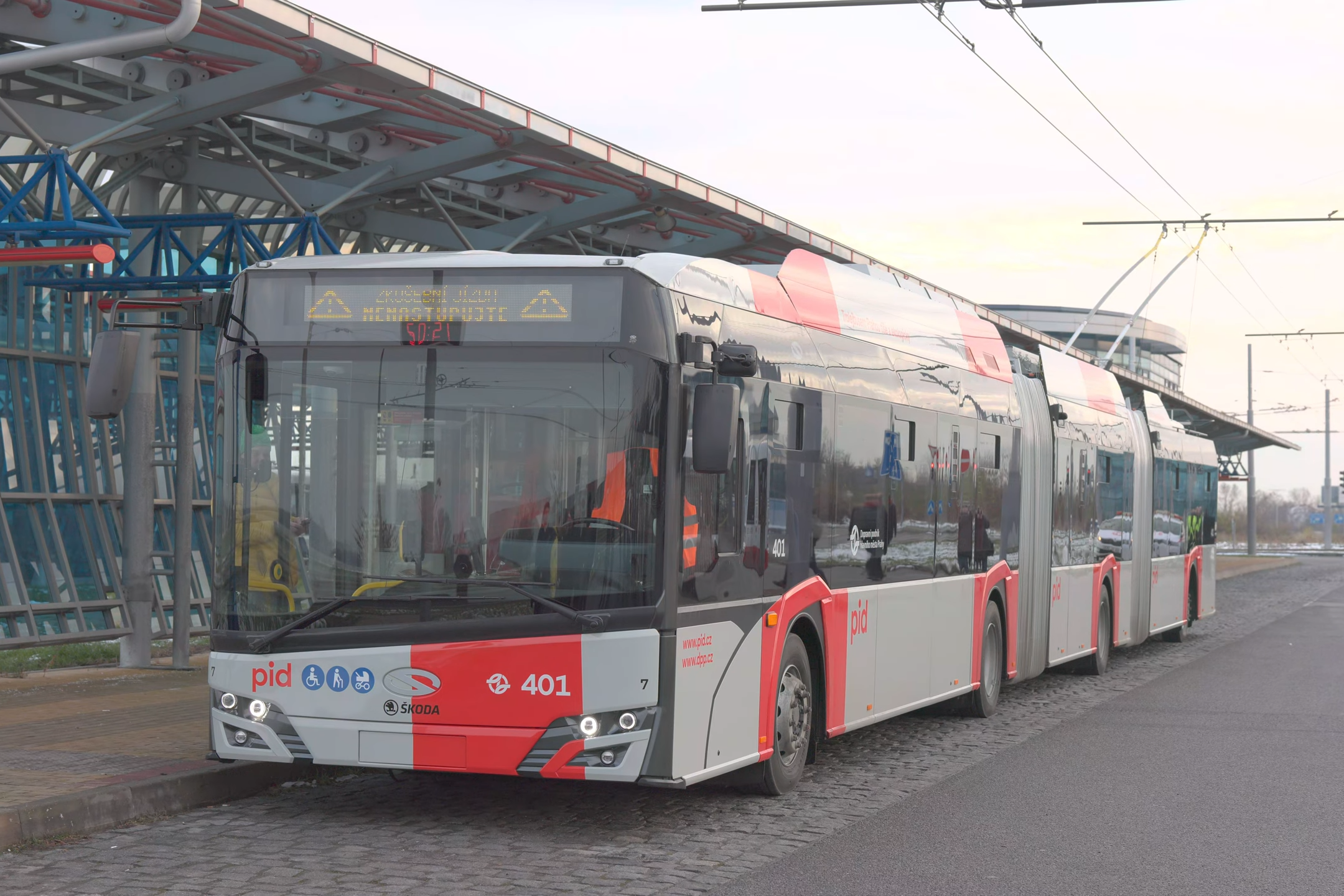
シュコダ-ソラリス 24m（2023年撮影）

### 導入予定の車両
- SNG T12 - トルコの鉄道車両メーカーであるボザンカヤ（英語版）（Bozankaya）が展開するトロリーバス車両。全長約12 m、最高速度70 km/hで、ポーランドのメドコム（MEDCOM）製の電気機器を有し、充電池を用いる事で架線レス区間でも最大15 kmの走行が可能である。2025年に最大70両の導入契約が交わされており[注釈 4]、後述の路線バスからトロリーバスへ置き換えられる系統（131、137、161、191、201号線）で使用される事になっている[19][20][21][22][23]。

### 過去の車両
2017年の試運転開始以降、プラハ・トロリーバスではチェコの各都市や各メーカーから借用した車両が用いられていた。一方、1972年に廃止された初代トロリーバスで使用されていたタトラT400を始めとした一部車両は保存が実施されている。

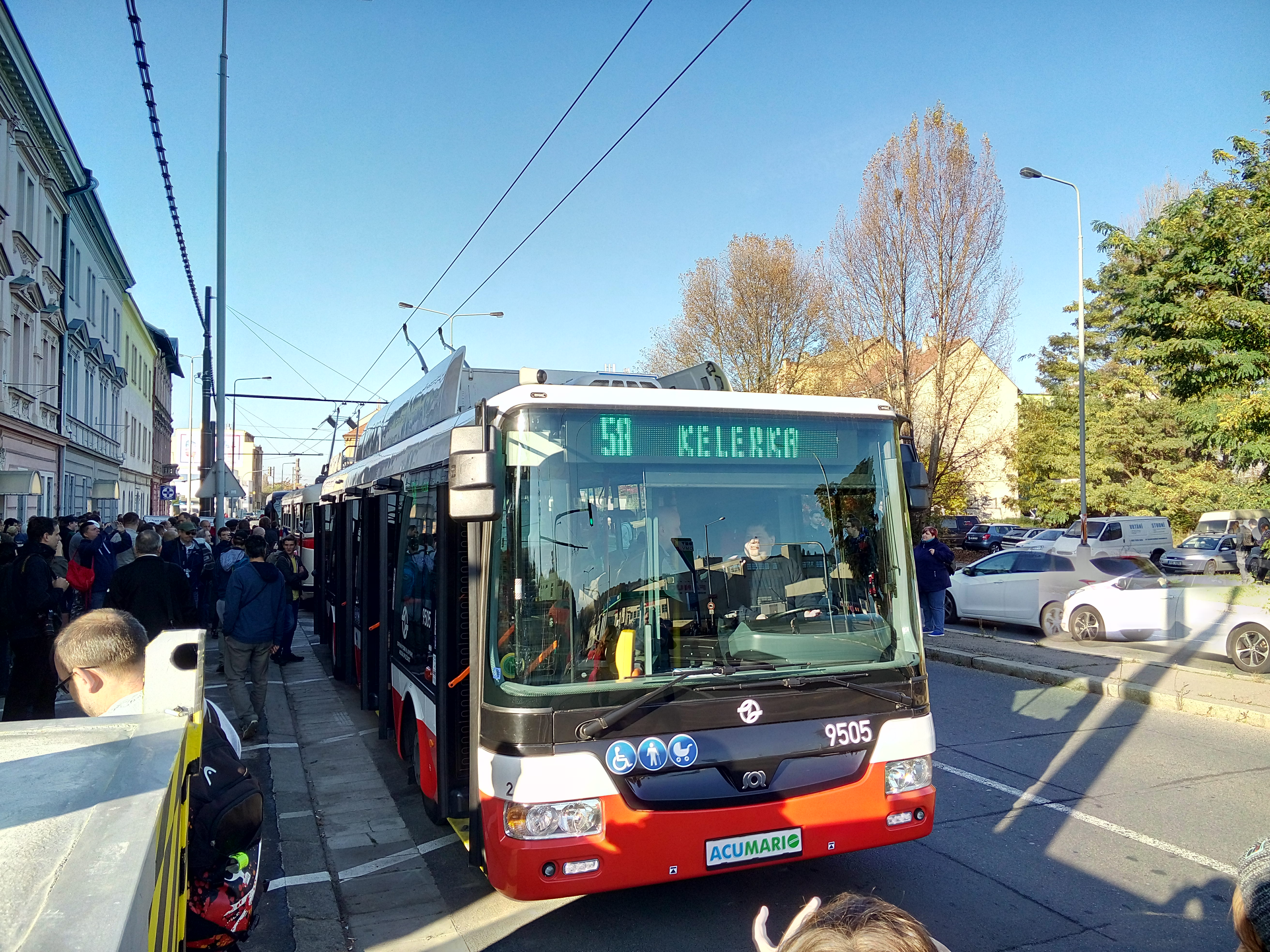
SOR TNB 12 （2017年撮影）
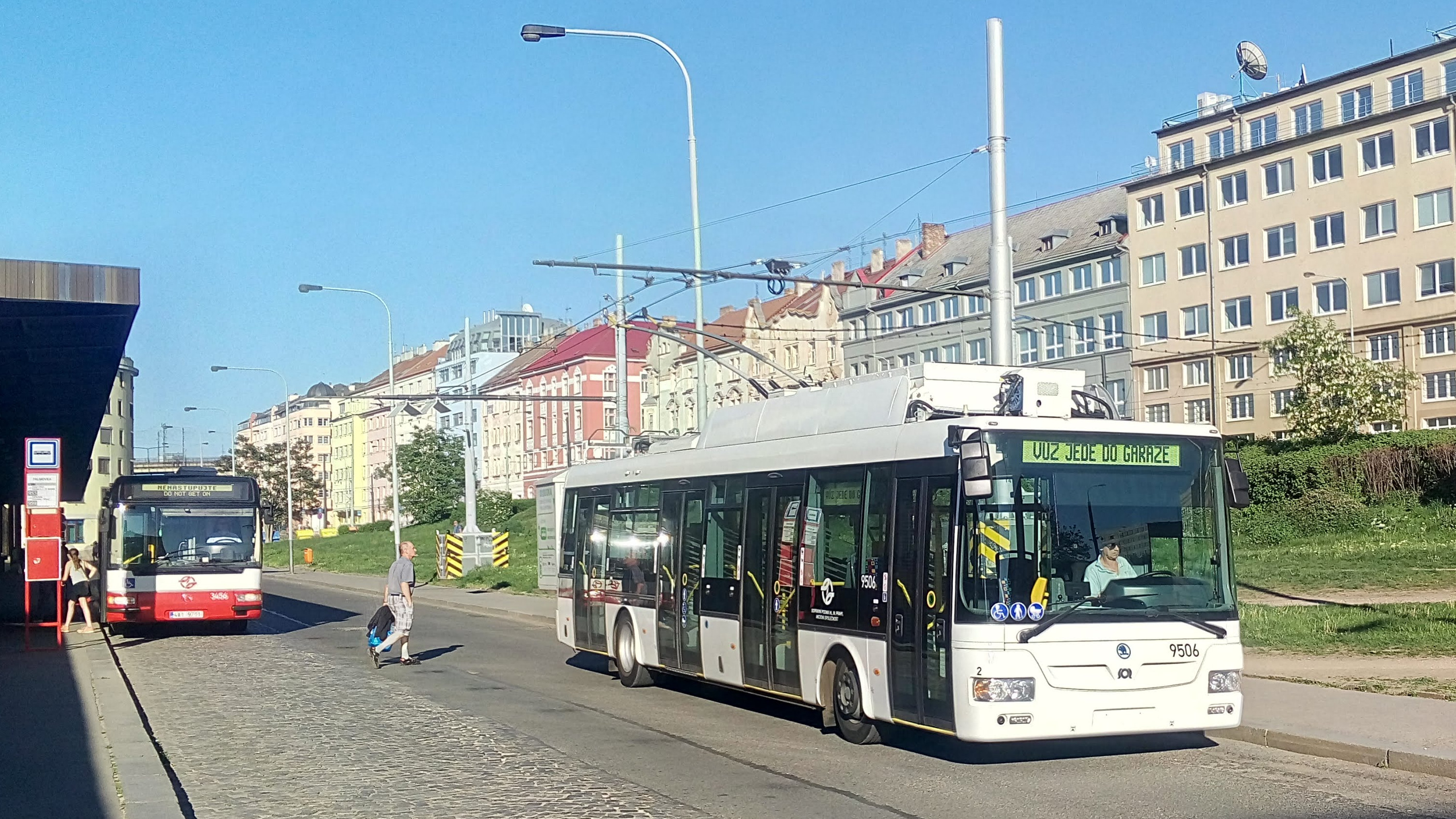
シュコダ30Tr SOR （2018年撮影）
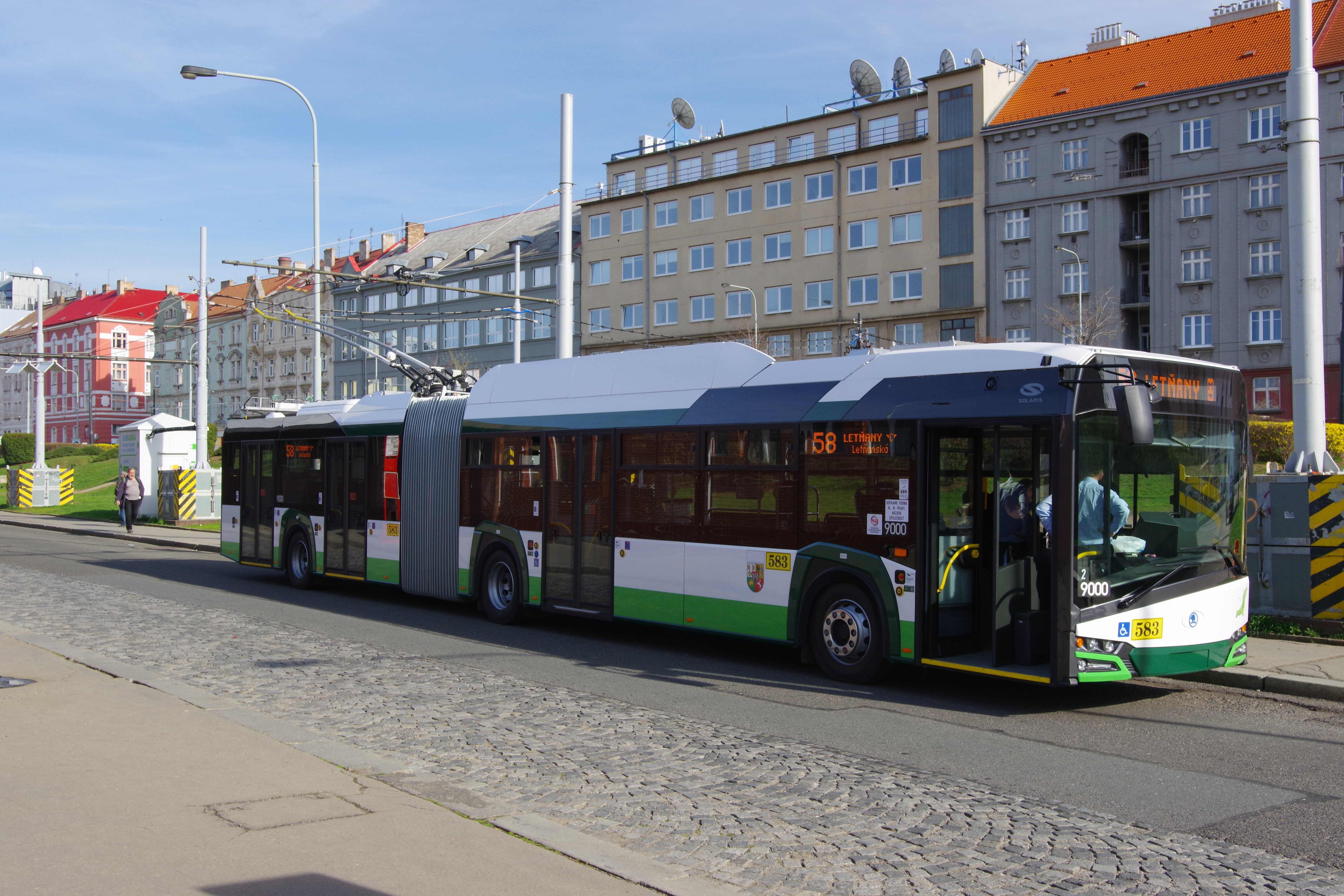
シュコダ27Tr ソラリス （2019年撮影）
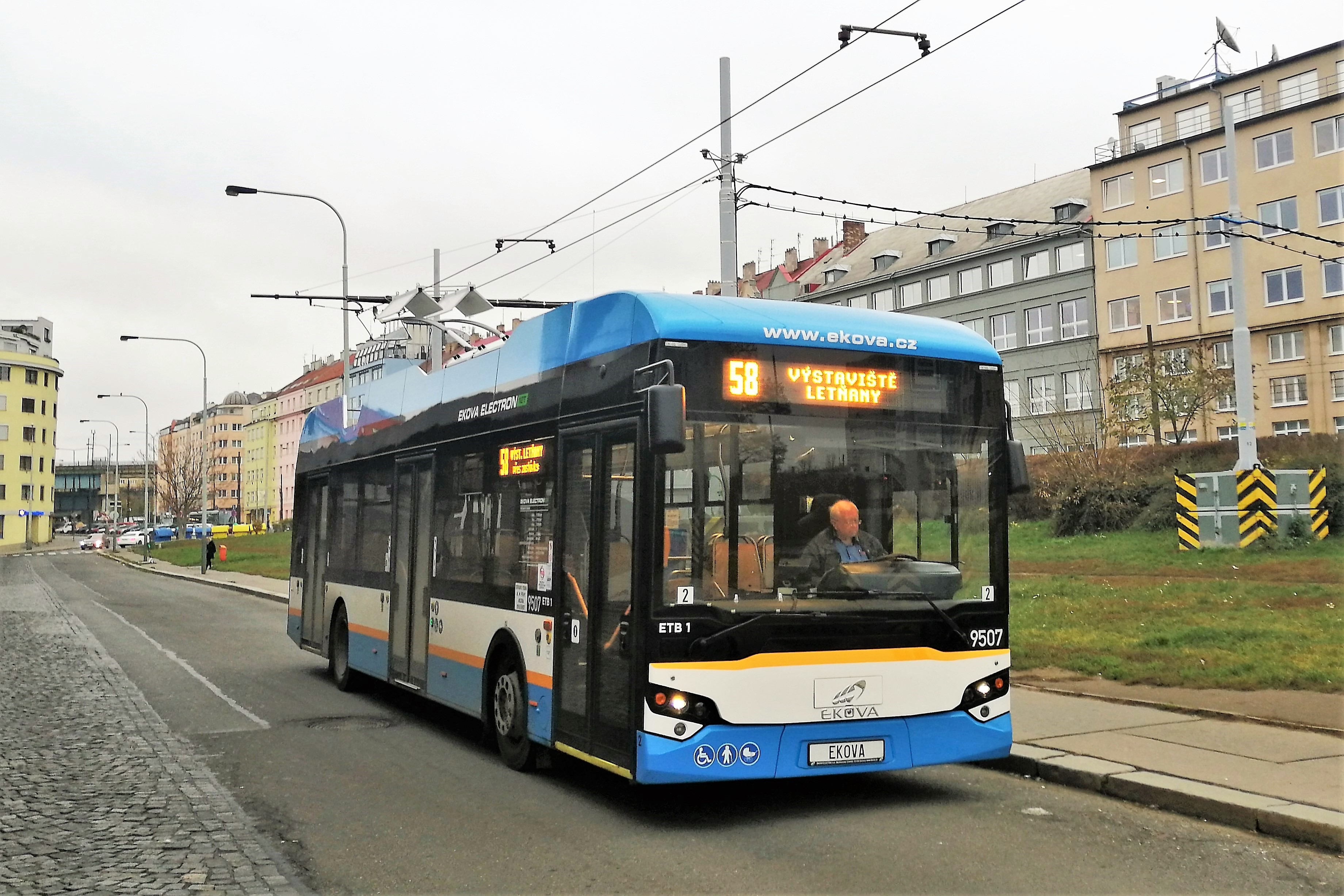
エコヴァ・エレクトロン12T （2019年撮影）

## 今後の予定

プラハ市内のトロリーバスの計画図

前述の通り、プラハ公共交通会社では今後もトロリーバス網の拡充を決定しており、2025年には路線バス・137号線がトロリーバス・52号線へ転換される事が決定している。また、112号線、131号線、137号線、176号線、191号線、201号線、375号線が2024年以降、7つの系統（134号線、136号線、142号線、150号線、174号線、184号線、225号線）についても2020年代後半以降の開通を目途にトロリーバスの導入が検討されており、これらの路線がすべて開通するとプラハ市内のトロリーバスの総延長は合計95 kmとなり、チェコ国内で2番目に大きな路線網となる。